# 公益路
公益路為臺灣臺中市重要道路之一，大致呈東西向，共分兩段，東起臺灣大道及民權路，西抵環中路。全線配置雙向四車道，在精誠路以西設置中央綠化安全島。公益路為臺中市主題餐廳進駐最多的街道型商圈；亦為西區與南屯區重要幹道，但全線路寬並不大，遇到通勤、假日時會有交通壅塞之問題。
地理位置連結五期重劃區與七期重劃區，對於這條貫穿臺中市的西區與南屯區道路而言，公益路連接許多市區內重要要道，路寬又不會過大，具備發展商圈的條件，使公益路商圈成為台中市餐飲（尤其是火鍋類與燒肉類）的首要發展商圈，比如85度C、鼎王麻辣鍋、樹太老、輕井澤餐飲集團、星野銅鑼燒、赤鬼牛排等都是，連在台灣其他城市的知名餐廳也選擇在這條路上開店，因此被《商業周刊》譽為「台灣的餐飲華爾街」。

## 行經行政區域
（由東至西）
- 西區
- 南屯區

## 分段
- 公益路（西區）：臺灣大道二段－東興路三段（1.7公里）
- 公益路二段（南屯區）：東興路三段－環中路二段（3公里）

## 本道路客運
臺中市公車
- 本表更新時間為2015年12月26日。

| 編號 | 業者                       | 路線                       | 行駛區間         | 備註 |
| ---- | -------------------------- | -------------------------- | ---------------- | ---- |
| 11   | 台中客運 豐原客運 全航客運 | 臺中火車站環線             | 美村路－英才路   |      |
| 23   | 統聯客運                   | 中清同榮路口－市立大里高中 | 大墩路－美村路   |      |
| 27   | 台中客運                   | 臺中火車站－嶺東科技大學   | 英才路－河南路   |      |
| 72   | 台中客運                   | 嶺東科技大學－慈濟醫院     | 美村路－黎明路   |      |
| 81   | 統聯客運                   | 統聯轉運站－臺中車站－太平 | 臺灣大道－黎明路 |      |
| 107  | 台中客運                   | 黎明新村－舊正（烏溪橋頭） | 臺灣大道－黎明路 |      |
| 199  | 全航客運                   | 龍井區竹坑口－文修停車場   | 河南路－惠中路   |      |

## 沿線設施
（由東至西）

| 臺灣大道二段／民權路 公益路（西區） - 屋馬燒肉園邸店 - 臺中市西區中正國民小學 - 模範新村 英才路 - 世華國際大樓／草悟道廣場 - NOVA資訊廣場 - 勤美誠品綠園道（誠品書店、星巴克等） - 台中市民廣場 經國園道 - iBike市民廣場站 - 肯德基公益店 美村路一段 - 中華郵政臺中公益路郵局（台中40支） - 星野製菓銅鑼燒 - 凱福登超級市場 - 漢堡王公益店 麻園頭溪 - 公益公園 - iBike公益公園站 - 諾貝爾書局 - 五期重劃區 忠明南路 - 安泰商業銀行台中分行 - 遠東銀行台中公益分行 - 台中銀行西台中分行 - 老四川巴蜀麻辣燙公益店 - 茶六燒肉公益店 - 輕井澤鍋物公益店 - 85°C咖啡公益輕食館（原烘培總店） 東興路三段 | 二段（南屯區） - 台灣中油公益路站 - 鼎王麻辣火鍋公益店 - 新光銀行大墩分行 - 日盛國際商業銀行台中分行 - 中國信託公益分行 - 永豐銀行南台中分行 - 無老鍋公益店 - 合作金庫銀行五權分行 - 世界健身Anytime Fitness公益店 大墩路 - 無為草堂 - 家樂福大墩店 - 星巴克大英門市 - iBike公益大英街口站 - 哈根達斯台中公益店 - 屋馬燒肉文心店 - 輕井澤三代店-湯棧 文心路一段 - 七期重劃區 - 保時捷台中中心 - 臺中市立圖書館南屯分館 - 臺中市立臺中特殊教育學校 - 永豐商業銀行西屯分行 - 臺中市立惠文高級中學 - 臺中市南屯區惠文國民小學 - 摩斯漢堡公益店 河南路四段 黎明路二段 - 世界健身台中黎明店 - 黎明新村 - 刁民-酸菜魚公益店 - 青花驕麻辣鍋公益店 - 紅花鐵板燒 台中公益店 - MEATGQ 橡木炙烤牛排館 - JL Studio 現代新加坡料理 - 單元二自辦重劃區 - 臺中市立圖書館李永科分館 - 黎新公園 - 臺中市水利局黎明水資源回收中心 潮洋溪 環中路三段 |  |

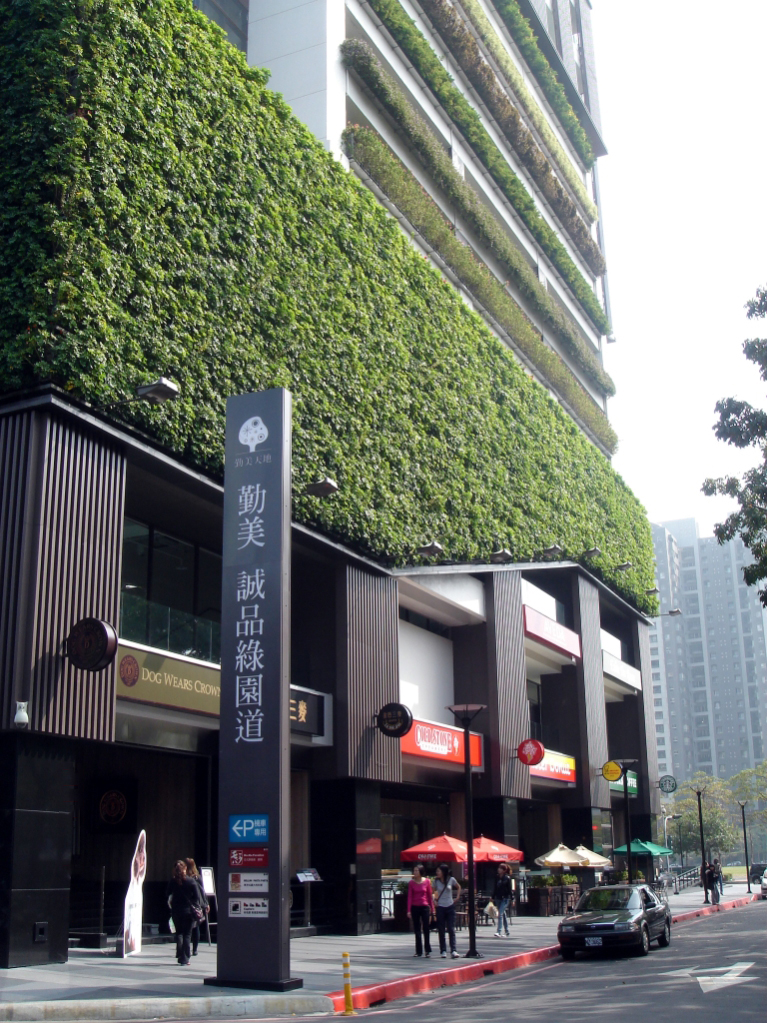
公益路上勤美誠品綠園道